# Cassins kuifarend
De Cassins kuifarend (Aquila africana) is een middelgrote roofvogel die zoals alle arenden behoort tot de familie van de havikachtigen (Accipitridae).

## Taxonomie
Vroeger werd de Cassins kuifarend gerekend tot het geslacht Spizaetus (ook wel tot het geslacht Hieraaetus), maar moleculair genetisch onderzoek toonde aan dat de soorten uit de Oude Wereld meer verwant waren aan de soorten uit het geslacht Ictinaetus dan aan de soorten in het geslacht Spizaetus die in de Nieuwe Wereld voorkomen.

## Beschrijving
De Cassins kuifarend is een relatief kleine arend (56 cm). Volwassen vogels zijn zwart van boven en de buik en borst zijn wit. De staart is afwisselend donker- en lichtbruin gebandeerd en de poten zijn bleekgeel.

## Verspreiding en leefgebied
De Cassins kuifarend heeft een vrij groot verspreidingsgebied in West-en Midden-Afrika. Daardoor alleen al is de kans op uitsterven gering. Wel is het een tamelijk zeldzame vogel. De grootte van de populatie wordt geschat op 1000 tot 10.000 exemplaren.

## Status
Er is aanleiding te veronderstellen dat de soort in aantal achteruit gaat, want het is een soort van dicht regenwoud en dit leefgebied wordt steeds kleiner door ontbossingen. Echter, het tempo van de achteruitgang ligt onder de 30% in tien jaar (minder dan 3,5% per jaar). Om die redenen staat deze kuifarend als niet bedreigd op de Rode Lijst van de IUCN.